# Spór o właściwość (postępowanie administracyjne)
Spory o właściwość – w rozumieniu art. 22 Kodeksu postępowania administracyjnego są to spory między organami administracji publicznej o to, który jest właściwy do rozstrzygnięcia w danej sprawie. Spory o właściwość mają charakter wewnętrzny; odróżnia się od nich spory kompetencyjne, mające miejsce między organami jednostek samorządu terytorialnego a organami administracji rządowej.
Spory o właściwość rozstrzygają:
1. między organami jednostek samorządu terytorialnego, z wyjątkiem przypadków określonych w pkt 2, 3 i 4 - wspólny dla nich organ wyższego stopnia, a w razie braku takiego organu - sąd administracyjny,
2. między kierownikami służb, inspekcji i straży administracji zespolonej tego samego powiatu, działających w imieniu własnym lub w imieniu starosty - starosta,
3. między organami administracji zespolonej w jednym województwie, nie wymienionymi w pkt 2 - wojewoda,
4. między organami jednostek samorządu terytorialnego w różnych województwach w sprawach należących do zadań z zakresu administracji rządowej - minister właściwy do spraw administracji publicznej,
5. między wojewodami oraz organami administracji zespolonej w różnych województwach - minister właściwy do spraw administracji,
6. między wojewodą a organami administracji niezespolonej - minister właściwy do spraw administracji po porozumieniu z organem sprawującym nadzór nad organem pozostającym w sporze z wojewodą,
7. między innymi organami administracji publicznej - wspólny dla nich organ wyższego stopnia, a w razie braku takiego organu - minister właściwy do spraw administracji publicznej,
8. między organami administracji publicznej, gdy jednym z nich jest minister (pod warunkiem, że drugim organem pozostającym w sporze nie jest organ jednostki samorządu terytorialnego, ponieważ zachodziłby wtedy spór kompetencyjny, a nie spór o właściwość) – Prezes Rady Ministrów.

Zgodnie z orzecznictwem, rozstrzygnięcie sporu o właściwość nie jest decyzją administracyjną, zatem nie przysługują od niego środki odwoławcze ani skarga do Naczelnego Sądu Administracyjnego.
Wniosek o rozpatrzenie sporu o właściwość w procedurze wewnętrznej mogą złożyć strona lub organy pozostające w sporze; wniosek o rozpatrzenie sporu o właściwość przez sąd administracyjny mogą złożyć strona; organ jednostki samorządu terytorialnego lub inny organ administracji publicznej, pozostający w sporze; minister właściwy do spraw administracji publicznej; minister sprawiedliwości, Prokurator Generalny; Rzecznik Praw Obywatelskich.
Do czasu rozstrzygnięcia sporu o właściwość organ administracji publicznej na obszarze którego wynikła sprawa podejmuje tylko czynności niecierpiące zwłoki ze względu na interes społeczny lub słuszny interes obywateli i zawiadamia o tym organ właściwy do rozstrzygnięcia sporu.